# Mikołaj Sęp Szarzyński
Mikołaj Sęp Szarzyński (Lwów közelében, 1550 k. – 1581 k.) – lengyel költő a manierizmus időszakában. Lengyelül és latinul írt.
Mikołaj Sęp (a Szarzyński apja, Joachim mellékneve) Zimna Woda-ban vagy Rudnóban született. Tanulmányait Lwówban kezdte, majd a wittenbergi és a lipcsei egyetemre járt. Feltehetően járt Itáliában és Svájcban is. Nagy valószínűséggel protestáns volt, vagy legalábbis rokonszenvezett a reformációval. Lengyelországba való visszatérését követően áttért a katolicizmusra, és Domonkos-rendi valamint jezsuita körökben forgott. Feltehetően Wolicában halt meg.
A „reneszánsz lenyugvó napjának” nevezik. Noha a reneszánsz időszakában élt, őt tekintik a lengyel barokk előfutárának. Nevéhez fűződik a metafizikus költészet megalkotása. Hazafias és vallási-filozófiai lírát alkotott. Műveit a reményvesztés motívuma uralja és az emberi élet céljáról való elmélkedés. Fontos emellett a halál nyugtot nem engedő gondolata is.
Művei csak halála után, 1601-ben jelentek meg, amikor bátyja, Jakub Rytmy abo wiersze polskie (Ritmusok, avagy lengyel versek) címen kiadta őket. A gyűjteményben szereplő mintegy ötven vers feltehetően az 1568–1581 közötti években keletkezett. Némelyik műve erotikus, illetve szerelmi témájú. Alkotásainak fennmaradó része elveszett.

## Fordítás
- Ez a szócikk részben vagy egészben  a   Mikołaj Sęp Szarzyński című lengyel Wikipédia-szócikk ezen változatának fordításán alapul.  Az eredeti cikk szerkesztőit annak laptörténete sorolja fel. Ez a jelzés csupán a megfogalmazás eredetét és a szerzői jogokat jelzi, nem szolgál a cikkben szereplő információk forrásmegjelöléseként.

## Magyarul
- Mikołaj Rej, Jan Kochanowski, Mikołaj Sęp Szarzyński versei; ford. Kálnoky László et al., vál. Pályi András; Európa, Bp., 1980 (Lyra mundi)